# Раду III Красивия
Раду III Красивия (на румънски: Radu cel Frumos; ок. 1437/1439 — 1475) е владетел на Влашко четири пъти – през 1462 – 1473, в периода 1473 – 1474, от пролетта до септември 1474 и от октомври 1474 до смъртта си през януари 1475 г.

## Произход. Заложник на османците
Раду е син на княз Влад II Дракул от първата му съпруга, чието име не е установено със сигурност, но е известно, че е дъщеря на молдовския войвода Александру чел Бун. Раду е по-малък брат на Влад Цепеш.
През 1443 г. баща му Влад Дракул успява с помощта на османците да си върне престола, отнет му за кратко от Басараб II, но в замяна освен ежегодния данък, който трябва да плаща, е принуден да изпрати в Одрин и двама от синовете си, Влад Цепеш и Раду, като заложници, гарантирайки по този начин своята лоялност към султана. Влад Цепеш е освободен през 1448 г. след убийството на баща им, но Раду остава пленник чак до 1462 г.
Лаоник Халкокондил съобщава, че Раду става приятел с Мехмед II и негов любовник, и че турците му дават прякора „Красивия“. Първият опит на султана да го съблазни, според Халкокондил, е неуспешен, Раду го отблъсква и го порязва със сабята си, след което бяга и се качва на едно дърво, страхувайки се за живота си, но Мехмед само го помолва да се върне, обещавайки му, че няма да посегне на живота му. Но така или иначе Халкокондил е единственият източник, който съобщава за подобни отношения между султана и Раду.
Докато са заложници Раду и Цепеш са обучавани по османотурски и персийски език, персийска литература, логика и се запознават с Корана. Възможно е след освобождаването на Влад, Раду да приема исляма, но част от изследователите оспорват това, позовавайки се на негови писма, в които той определя себе си като „любящ Христос“.

## Владетел на Влашко
През 1462 г. Мехмед II освобождава Раду и му поверява командването на 4000-на конница еничари, както отбелязва в своите мемоари „Записки на еничарина“ бившият еничарин Константин Михайлович. Докато Влад Цепеш на 16 и 17 юни отново нанася тежко поражение на османците, командвани от великия везир Вели Махмуд паша при нощна атака, при която турците понасят значителни загуби, Раду е зает да търси подкрепа сред влашките боляри, което не се оказва много трудно, след като им обещава да възстанови отнетите им от Цепеш привилегии. Той изпраща пратеници и до саксонските градове, засегнати тежко от протекционистичната политика на Влад Цепеш, и им предлага изгодни търговски договори. Така Цепеш се оказва предаден от болярите си и Раду го преследва чак до замъка Поенари. Цепеш заминава за Унгария да търси подкрепа от Матияш Корвин, но сам се оказва негов затворник. В това време Раду е назначен за бей на Влахия, която е под контрола на Османската империя. През 1473 г. обаче Басараб III Стария след споразумение с османците става владетел на Влахия и в следващите две години Раду на два пъти за кратко успява да си върне трона.

## Смърт
Според Флореску Раду умира през януари 1475 след като дълго време страда от сифилис. Съвсем различни сведения обаче дава Молдовско-германската летопис от 1457 – 1499 г., която посочва, че след 1474 г. Раду (наречен в нея Радул) просто изчезва без всякакви вести:
| „ | А когато войводата Стефан (Стефан Велики) се върнал в страната си, на 20-ия ден от същия месец унгарците се върнали с Цепеш и отвоювали страната от Басараб и поставили за владетел в нея войводата Цепеш, смятайки войводата Радул за безследно изчезнал, защото никой не знаел какво станало с него, също както и с войводата Басараб. | “ |

## Фамилия
Раду III е женен за Мария-Деспина, вероятно със сръбско или албанско потекло. Тяхната единствена дъщеря е Мария Войкица, която през 1473 г. е пленена заедно с майка си в крепостта Дъмбовица, където са струпани войските на баща ѝ Раду. Молдовският княз Стефан Велики ги напада и разбива, Раду успява да избяга през таен проход, но семейството му е пленено. По-късно през 1476 г. Стефан Велики се жени за Мария Войкица и тя му ражда син Богдан III Кривия, както и две дъщери.